# Aristoxenos von Selinus
Aristoxenos von Selinus war ein antiker griechischer Dichter. Er stammte aus der griechischen Kolonie Selinus auf Sizilien.
Von seinen Werken ist nichts überliefert. Nach einem Zeugnis des Epicharm dichtete er Jamben. Darum wurde er oft fälschlich als Komödiendichter bezeichnet. Eusebius von Caesarea ordnete in seiner Chronik Aristoxenos in die Zeit um die 28. Olympiade ein, also ins 7. Jahrhundert v. Chr. und stellt ihn neben Archilochos und Semonides.